# Jerzy Kawalerowicz

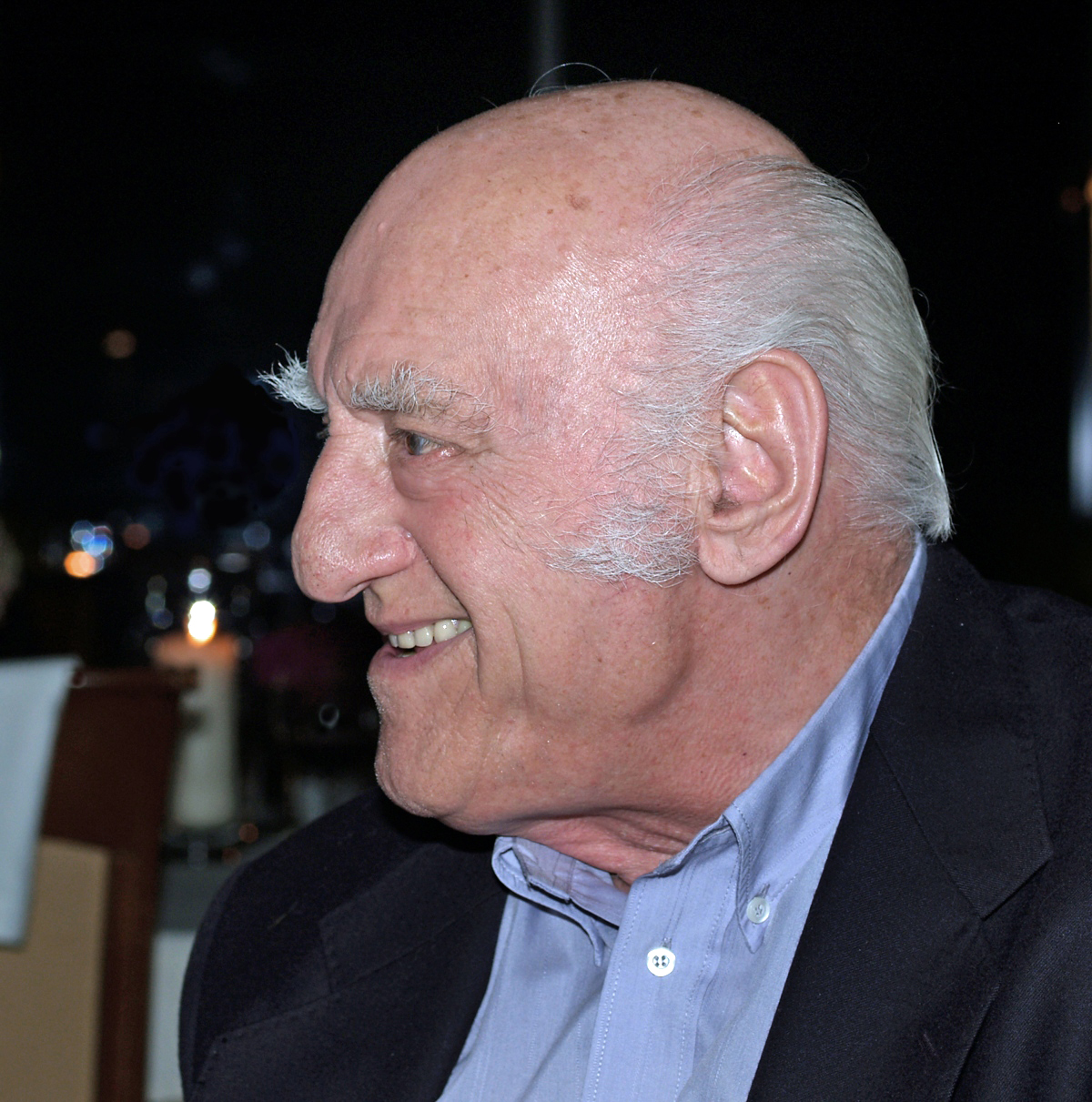
Jerzy Kawalerowicz

Jerzy Franciszek Kawalerowicz (* 19. Januar 1922 in Gwoździec, heute Ukraine; † 27. Dezember 2007 in Warschau) war ein polnischer Filmregisseur, Drehbuchautor und Filmproduzent. Er war mit der Schauspielerin Lucyna Winnicka verheiratet.

## Leben
Jerzy Kawalerowicz war 1947 Regieassistent von Wanda Jakubowska bei deren Film-Holocaustdrama Die letzte Etappe. Von 1947 bis 1949 studierte er an der Akademie der Schönen Künste in Krakau. Er begann Anfang der 1950er-Jahre selbst Filme zu machen und wurde ein Vertreter des Existentialismus im polnischen Kino der 1950er- und 1960er-Jahre. Herausragendes Beispiel hierfür ist sein Film Nachtzug von 1959 mit Zbigniew Cybulski und Leon Niemczyk in den Hauptrollen.
1955 gründete Kawalerowicz das Filmstudio Kadr, dem er seither als künstlerischer Leiter vorstand und das sämtliche Filme von ihm wie auch Filme weiterer bedeutender polnischer Regisseure wie Andrzej Wajda, Andrzej Munk oder Kazimierz Kutz produzierte.
Auch seine Literaturverfilmungen gehörten zu den legendären Filmen des polnischen und internationalen Kinos. 1961 verfilmte er mit Mutter Johanna von den Engeln einen Roman von Jarosław Iwaszkiewicz (der Film wurde mit dem Sonderpreis der Jury bei den Filmfestspielen von Cannes 1961 ausgezeichnet) und 1966 mit Pharao einen Roman von Bolesław Prus, der gleichzeitig der bis dahin teuerste Monumentalfilm Polens war. Kawalerowicz’ Film erhielt eine Oscar-Nominierung in der Kategorie Bester fremdsprachiger Film. Auf der Berlinale 1978 wurde Kawalerowicz mit dem Silbernen Bären für seinen Film Der Tod des Präsidenten und für sein Lebenswerk ausgezeichnet.
Von 1985 bis 1989 war Kawalerowicz Abgeordneter im Sejm, von 1986 bis 1990 gehörte er außerdem dem Nationalen Kulturrat an.
2001 verfilmte Kawalerowicz den Roman Quo Vadis des polnischen Nobelpreisträgers Henryk Sienkiewicz als aufwändige Großproduktion. Die Welturaufführung fand im Beisein von Papst Johannes Paul II. im Vatikan statt.

## Ehrungen
Jerzy Kawalerowicz erhielt sowohl von der Staatlichen Hochschule für Film, Fernsehen und Theater Łódź als auch von der Sorbonne einen Ehrendoktor-Titel.

## Filmografie
- 1952: Gromada

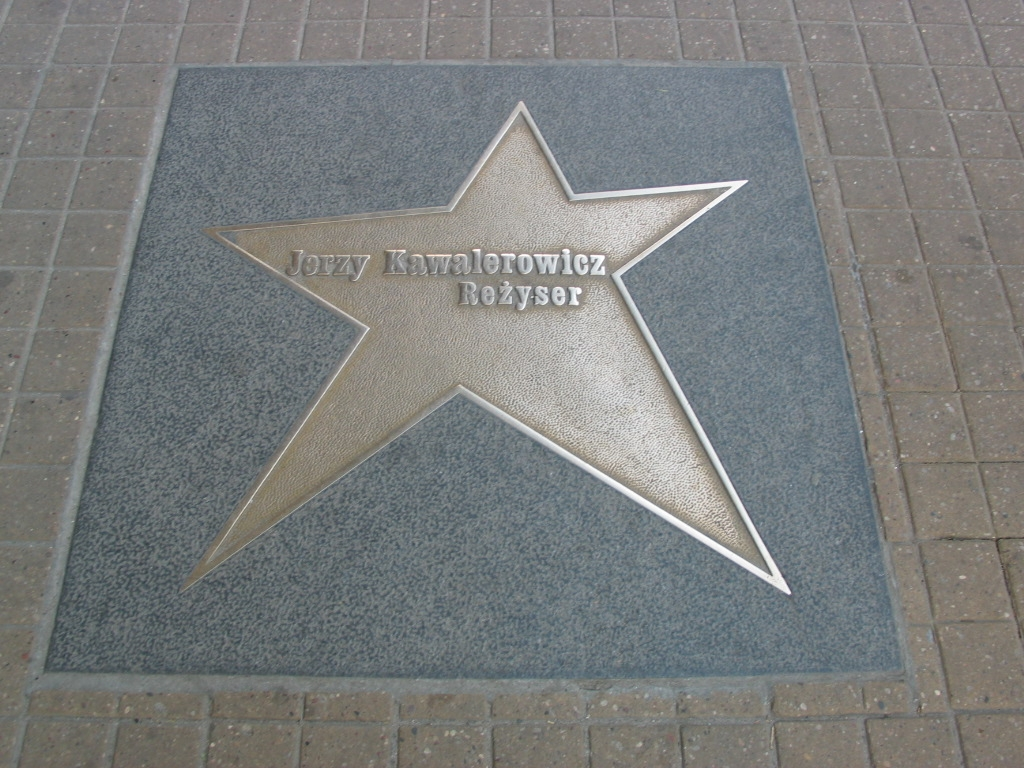
Kawalerowicz’ Stern auf dem Walk of Fame in Łódź

- 1954: Eines Menschen Weg / Unter dem phrygischen Stern (Pod gwiazdą frygijską)
- 1956: Der Schatten (Cień)
- 1957: Das wahre Ende des großen Krieges (Prawdziwy koniec wielkiej wojny)
- 1959: Nachtzug (Pociąg)
- 1961: Mutter Johanna von den Engeln (Matka Joanna od Aniołów)
- 1966: Pharao (Faraon)
- 1968: Gra
- 1971: Maddalena
- 1977: Śmierć prezydenta
- 1980: Spotkanie na Atlantyku
- 1983: Austeria – Das Haus an der Grenze (Austeria)
- 1989: Der Gefangene von Sankt Helena (Jeniec Europy)
- 1991: Bronsteins Kinder
- 1996: Za co?
- 2001: Quo vadis?